# Karel August Švédský
Karel August (švédsky: Karl August; 9. července 1768, Augustenborský palác – 28. května 1810, Kvidinge) byl dánský princ. Je známý tím, že než v roce 1810 náhle zemřel na mrtvici, krátce nesl jako adoptovaný syn Karla XIII. titul švédského korunního prince. Předtím byl generálem dánské královské armády a také generálním guvernérem Norska. Jeho jméno před převzetím švédského titulu v roce 1810 bylo Kristián August Šlesvicko-Holštýnsko-Sonderbursko-Augustenburský nebo zkráceně Kristián August Augustenburský.

## Rodina
Narodil se v Augustenborském paláci 9. července 1768 jako syn vévody Frederika Kristiána I. Šlesvicko-Holštýnsko-Sonderbursko-Augustenburského a princezny Šarloty Amálie Šlesvicko-Holštýnsko-Sonderbursko-Plönské. Byl mladším bratrem vévody Frederika Kristiána II. Augustenborského, švagrem princezny Luisy Augusty Dánské a strýcem dánské královny chotě Karoliny Amálie Augustenburské a vévody Kristiána Augusta II. Augustenburského. Nikdy se neoženil.

## Kariéra v Dánsku a Norsku
Kristián August studoval v Lipsku a odtud se v roce 1785 vrátil do Dánska-Norska. Byl jmenován podplukovníkem, v roce 1787 byl povýšen na plukovníka a v roce 1790 na generálmajora. Od roku 1797 byl umístěn v Rakousku a zapojil se do boje proti Napoleonovi. Když mír v Lunéville v roce 1801 ukončil válku druhé koalice, Rakousko opustil. V roce 1803 byl Kristián August jmenován velitelem pevnosti Fredriksten v Norsku a tuto pozici převzal v roce 1804.
V roce 1807 se znovu zapojil do napoleonských válek, tentokrát na straně Napoleona, když Velká Británie napadla Dánsko. Kristián August vedl vojska k vítězství v bitvě u Prestebakke a bitvě u Toverudu a vytlačil švédské síly z Norska. V roce 1808 byl Kristián August povýšen na polního maršála a v roce 1809 se stal generálním guvernérem Norska.

## Švédsko
Karel XIII. byl bezdětný, takže aby si zajistil nástupnictví na trůn, musel někoho adoptovat. Volbu Kristiána Augusta podpořil on a tři říšské stavy; duchovenstvo, měšťanstvo a rolníci. Šlechta však byla zdrženlivější kvůli vlivu tzv. Gustavianů (Gustavianerna), podporujících sesazeného krále Gustava IV. Adolfa a jeho tehdy nezletilého syna. Jeho velká popularita v Norsku byla považována za výhodu. Kromě toho prokázal svůj zájem o sblížení mezi oběma zeměmi tím, že se zdržel invaze do Švédska během finské války s Ruskem.

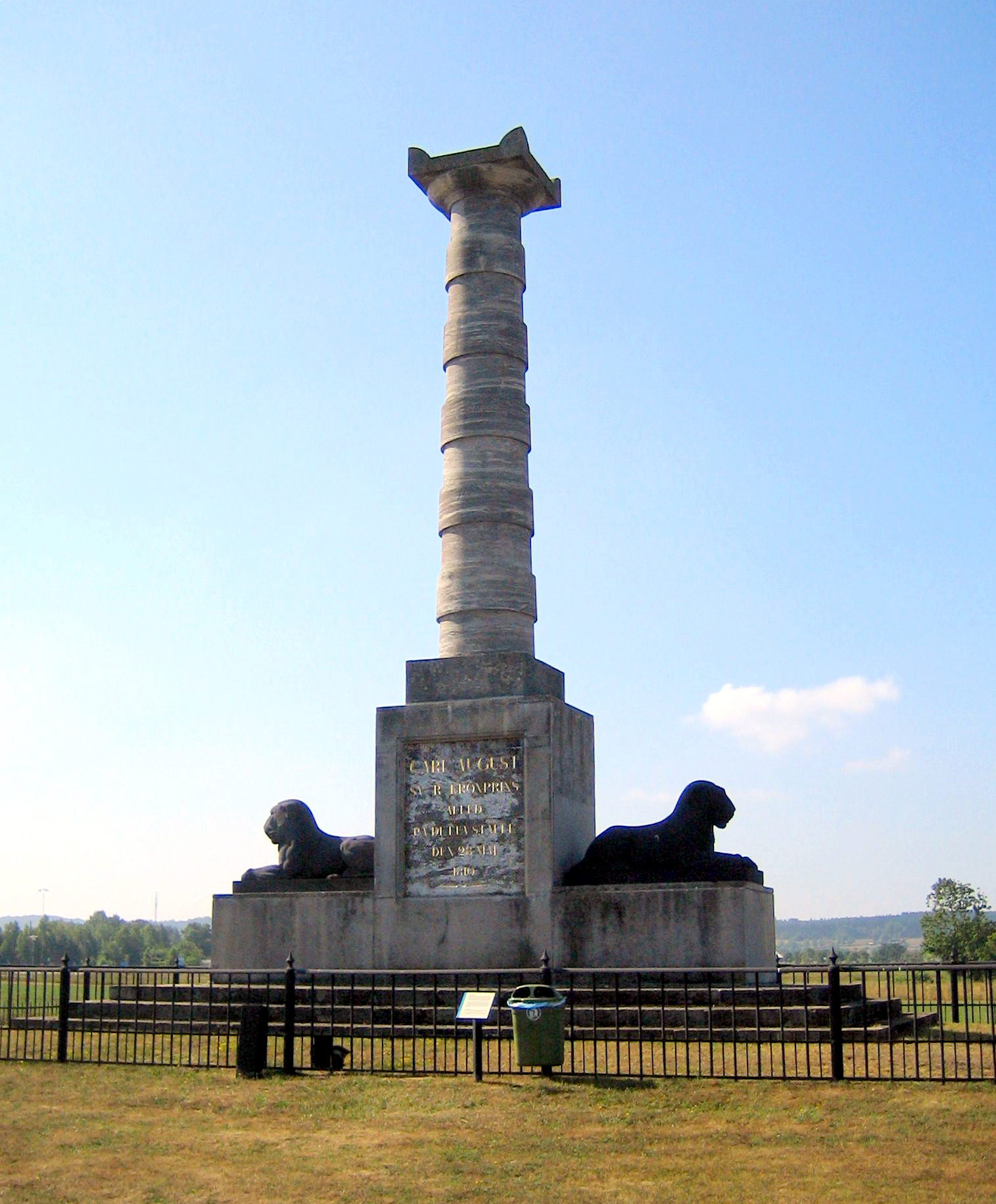
Pomník v Kvidinge

Po Fredrikshamnském míru mezi Švédskem a Ruskem 17. září 1809, který ukončil finskou válku, bylo Švédsko připraveno na inauguraci Karla Augusta. Nakonec 7. ledna 1810 odcestoval z Norska do Švédska. Jako švédský korunní princ si změnil jméno na Karel August. Dne 18. dubna 1810 byl jmenován čestným členem Královské švédské akademie věd. Nežil však dost dlouho na to, aby se ve Švédsku historicky prosadil. Zemřel náhle 28. května 1810, když při vojenském cvičení v Kvidinge spadl z koně. Jeho pitva potvrdila, že zemřel na mrtvici, ale zároveň se šířily fámy, že byl otráven Gustaviány. Konkrétně hrabě Hans Axel von Fersen byl otevřeně obviněn ze zabití Karla Augusta a během pohřebního průvodu 20. června 1810 zlynčován. Karel August byl pohřben v Riddarholmenském kostele.

## Dědictví a následky
Pomník Karla Augusta nechal postavit princ Frederik Hesenský v roce 1810 v královském parku v Bygdøy nedaleko Osla. V roce 1852 po něm byla pojmenována ulice v Oslu.
Nástupcem Karla Augusta jako adoptovaného korunního prince byl Jean Baptiste Jules Bernadotte.

## Vývod z předků
Zdroj:
|                      |                                                                                    |  |                                                            |                                                        |  |  |  |  |  |  |  | Arnošt Günther Šlesvicko-Holštýnsko-Sonderbursko-Augustenburský |
|                      |                                                                                    |  |                                                            |                                                        |  |  |  |  |  |  |  |                                                                 |
|                      | Frederik Vilém Šlesvicko-Holštýnsko-Sonderbursko-Augustenburský                    |  |                                                            |                                                        |  |  |  |  |  |  |  |                                                                 |
|                      |                                                                                    |  |                                                            |                                                        |  |  |  |  |  |  |  |                                                                 |
|                      |                                                                                    |  |                                                            | Augusta Šlesvicko-Holštýnsko-Sonderbursko-Glücksburská |  |  |  |  |  |  |  |                                                                 |
|                      |                                                                                    |  |                                                            |                                                        |  |  |  |  |  |  |  |                                                                 |
|                      | Kristián August Šlesvicko-Holštýnsko-Sonderbursko-Augustenburský                   |  |                                                            |                                                        |  |  |  |  |  |  |  |                                                                 |
|                      |                                                                                    |  |                                                            |                                                        |  |  |  |  |  |  |  |                                                                 |
|                      |                                                                                    |  |                                                            | Bedřich z Ahlefeldtu                                   |  |  |  |  |  |  |  |                                                                 |
|                      |                                                                                    |  |                                                            |                                                        |  |  |  |  |  |  |  |                                                                 |
|                      | Žofie Amálie Ahlefeldtská                                                          |  |                                                            |                                                        |  |  |  |  |  |  |  |                                                                 |
|                      |                                                                                    |  |                                                            |                                                        |  |  |  |  |  |  |  |                                                                 |
|                      |                                                                                    |  |                                                            | Marie Alžběta Leiningensko-Dagsbursko-Hartenburská     |  |  |  |  |  |  |  |                                                                 |
|                      |                                                                                    |  |                                                            |                                                        |  |  |  |  |  |  |  |                                                                 |
|                      | Frederik Kristián I. Šlesvicko-Holštýnsko-Sonderbursko-Augustenburský, Karel XIII. |  |                                                            |                                                        |  |  |  |  |  |  |  |                                                                 |
|                      |                                                                                    |  |                                                            |                                                        |  |  |  |  |  |  |  |                                                                 |
|                      |                                                                                    |  |                                                            | Kristián V. Dánský                                     |  |  |  |  |  |  |  |                                                                 |
|                      |                                                                                    |  |                                                            |                                                        |  |  |  |  |  |  |  |                                                                 |
|                      | Kristián Gyldenløve                                                                |  |                                                            |                                                        |  |  |  |  |  |  |  |                                                                 |
|                      |                                                                                    |  |                                                            |                                                        |  |  |  |  |  |  |  |                                                                 |
|                      |                                                                                    |  |                                                            | Žofie Amálie Mothová                                   |  |  |  |  |  |  |  |                                                                 |
|                      |                                                                                    |  |                                                            |                                                        |  |  |  |  |  |  |  |                                                                 |
|                      | Frederika Luisa Danneskjoldová-Samsøeová                                           |  |                                                            |                                                        |  |  |  |  |  |  |  |                                                                 |
|                      |                                                                                    |  |                                                            |                                                        |  |  |  |  |  |  |  |                                                                 |
|                      |                                                                                    |  |                                                            | Ulrik Frederik Gyldenløve                              |  |  |  |  |  |  |  |                                                                 |
|                      |                                                                                    |  |                                                            |                                                        |  |  |  |  |  |  |  |                                                                 |
|                      | Šarlota Amálie Gyldenløveová                                                       |  |                                                            |                                                        |  |  |  |  |  |  |  |                                                                 |
|                      |                                                                                    |  |                                                            |                                                        |  |  |  |  |  |  |  |                                                                 |
|                      |                                                                                    |  |                                                            | Antoinette Augusta von Aldenburg                       |  |  |  |  |  |  |  |                                                                 |
|                      |                                                                                    |  |                                                            |                                                        |  |  |  |  |  |  |  |                                                                 |
| Karel August Švédský |                                                                                    |  |                                                            |                                                        |  |  |  |  |  |  |  |                                                                 |
|                      |                                                                                    |  |                                                            |                                                        |  |  |  |  |  |  |  |                                                                 |
|                      |                                                                                    |  | August Šlesvicko-Holštýnsko-Sonderbursko-Plönsko-Norburský |                                                        |  |  |  |  |  |  |  |                                                                 |
|                      |                                                                                    |  |                                                            |                                                        |  |  |  |  |  |  |  |                                                                 |
|                      | Kristián Karel Šlesvicko-Holštýnsko-Sonderbursko-Plönsko-Norburský                 |  |                                                            |                                                        |  |  |  |  |  |  |  |                                                                 |
|                      |                                                                                    |  |                                                            |                                                        |  |  |  |  |  |  |  |                                                                 |
|                      |                                                                                    |  |                                                            | Alžběta Šarlota Anhaltsko-Harzgerodská                 |  |  |  |  |  |  |  |                                                                 |
|                      |                                                                                    |  |                                                            |                                                        |  |  |  |  |  |  |  |                                                                 |
|                      | Bedřich Karel Šlesvicko-Holštýnsko-Sonderbursko-Plönský                            |  |                                                            |                                                        |  |  |  |  |  |  |  |                                                                 |
|                      |                                                                                    |  |                                                            |                                                        |  |  |  |  |  |  |  |                                                                 |
|                      |                                                                                    |  |                                                            | Johan František Aichelberský                           |  |  |  |  |  |  |  |                                                                 |
|                      |                                                                                    |  |                                                            |                                                        |  |  |  |  |  |  |  |                                                                 |
|                      | Dorotea Kristina Aichelberská                                                      |  |                                                            |                                                        |  |  |  |  |  |  |  |                                                                 |
|                      |                                                                                    |  |                                                            |                                                        |  |  |  |  |  |  |  |                                                                 |
|                      |                                                                                    |  |                                                            | Anna Žofie Trautenburská                               |  |  |  |  |  |  |  |                                                                 |
|                      |                                                                                    |  |                                                            |                                                        |  |  |  |  |  |  |  |                                                                 |
|                      | Šarlota Amálie Šlesvicko-Holštýnsko-Sonderbursko-Plönská                           |  |                                                            |                                                        |  |  |  |  |  |  |  |                                                                 |
|                      |                                                                                    |  |                                                            |                                                        |  |  |  |  |  |  |  |                                                                 |
|                      |                                                                                    |  |                                                            | Konrád von Reventlow                                   |  |  |  |  |  |  |  |                                                                 |
|                      |                                                                                    |  |                                                            |                                                        |  |  |  |  |  |  |  |                                                                 |
|                      | Kristián Detlev Reventlow                                                          |  |                                                            |                                                        |  |  |  |  |  |  |  |                                                                 |
|                      |                                                                                    |  |                                                            |                                                        |  |  |  |  |  |  |  |                                                                 |
|                      |                                                                                    |  |                                                            | Anna Markéta Gabelová                                  |  |  |  |  |  |  |  |                                                                 |
|                      |                                                                                    |  |                                                            |                                                        |  |  |  |  |  |  |  |                                                                 |
|                      | Kristina Armgard Reventlow                                                         |  |                                                            |                                                        |  |  |  |  |  |  |  |                                                                 |
|                      |                                                                                    |  |                                                            |                                                        |  |  |  |  |  |  |  |                                                                 |
|                      |                                                                                    |  |                                                            | Cai Betram Brockdorffský                               |  |  |  |  |  |  |  |                                                                 |
|                      |                                                                                    |  |                                                            |                                                        |  |  |  |  |  |  |  |                                                                 |
|                      | Benedikta Markéta von Brockdorff                                                   |  |                                                            |                                                        |  |  |  |  |  |  |  |                                                                 |
|                      |                                                                                    |  |                                                            |                                                        |  |  |  |  |  |  |  |                                                                 |
|                      |                                                                                    |  |                                                            | Hedvika Rantzauová                                     |  |  |  |  |  |  |  |                                                                 |
|                      |                                                                                    |  |                                                            |                                                        |  |  |  |  |  |  |  |                                                                 |